# Janne Christiernin
Johan (Janne) Olof Christiernin, född 8 maj 1821, död 1856 i Stockholm, var en svensk arkitekt.
Han var son till bruksintendenten vid Sävsjöström Johan Magnus Christiernin och Brita Elisabeth Bengtsdotter Walin samt gift 1847 med Maria Christina Lundström och bror till Carl Oscar Christiernin. Christiernin var verksam som arkitekt i Stockholm.